# John Francis
John Islay Francis (ur. 15 lutego 1924, zm. 20 marca 2012) – szkocki pisarz esperancki. Nauczyciel angielskiego w liceum. Wraz z Auldem, Dinwoodie i Rossettim przedstawiciel tzw. Szkoły Szkockiej w literaturze esperanckiej.
Francis nauczył się esperanta w latach 40. przekonany przez Williama Aulda, przyjaciela od czasów dzieciństwa. Swoje wiersze Francis publikował w czasopismach Malgranda revuo (Mały przegląd), La nica literatura revuo (Nicejski przegląd literacki), Esperanto en Skotlando (Esperanto w Szkocji) i in. W 1952 r. nowo powstałe wydawnictwo esperanckiej literatury pięknej Stafeto wydało zbiór utworów Szkoły Szkockiej pt. Kvaropo (Czwórka), w tym monumentalny wiersz La kosmo (Kosmos) Francisa.
La kosmo to podzielona na 5 części historia Wszechświata od jego narodzin do śmierci. Główna część utworu dotyczy ewolucji Układu Słonecznego, życia na ziemi i losów ludzkości, która w ucieczce przed umierającym światem podbija inne planety. Opowieść oparta jest na teorii naukowej, cechuje ją obiektywny pesymizm, pozbawione emocji opisywanie zjawisk kosmicznych. Oryginalny wiersz Francisa nie ma analogii w historii literatury esperanckiej.
Francis jest znany bardziej ze swojej prozy niż poezji. W 1978 ukazało się największe dzieło w dorobku pisarza, prawie 600-stronicowa powieść La granda kaldrono (Wielki kocioł), nad którą autor pracował podobno 10 lat. Akcja powieści toczy się zaraz przed oraz w czasie obu wojen światowych. Jest to swoista kronika rodzinna, w której obok rodzeństwa Dunkana i Iny występują ich dzieci i wiele postaci pobocznych. Długi czas akcji powoduje jej podział na dwa główne wątki przeplatające się z krótszymi epizodami. Dominującym tematem powieści jest wojna, towarzyszące jej wydarzenia i stosunek bohaterów do niej. 
Francis był również autorem powieści SF Misio sen alveno i dwóch zbiorów nowel Vitralo i Tri rakontoj pri la Miljara Paco. Zajmował się również tłumaczeniami literatury angielskiej na esperanto, m.in. Ryszarda III Szekspira.

## Utwory
- 1952: La kosmo (Kosmos, w zbiorze Kvaropo)
- 1960: Vitralo (Witraż)
- 1978: La granda kaldrono (Wielki kocioł)
- 1982: Misio sen alveno (Misja bez dotarcia)
- 1998: Tri rakontoj pri la Miljara Paco (Trzy opowiadania o Tysiącletnim Pokoju)
- 2004: La kastelo de vitro (Zamek ze szkła)
- 2011: Kroncprincedzino (Księżna)